# Área patrimonio nacional de los Estados Unidos

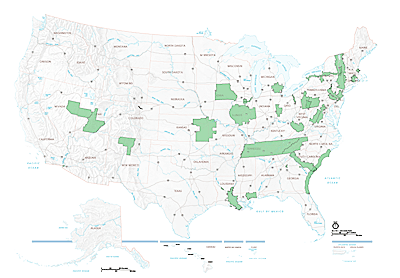
Mapa de las áreas patrimonio nacional de los Estados Unidos.

Las áreas patrimonio nacional de los Estados Unidos (en inglés, U.S. National Heritage Areas) son las áreas designadas en los Estados Unidos, con la autorización del Congreso, para fomentar la preservación de la historia en zonas en que hay un impacto humano distintivo sobre el paisaje. En marzo de 2009 hay ya 40 áreas patrimonio nacional declaradas, aunque a veces se emplean variaciones en la designación (corredor, ruta, asociación o distrito patrimonio nacional) aunque tienen la consideración de áreas de patrimonio nacional. Las áreas patrimonio nacional no preservan ni controlan ninguna tierra, sino que tratan de promover el turismo y conservar las características naturales, culturales, históricas y paisajísticas, como también conservar las tradiciones, costumbres, creencias y modo de vida populares que son una parte valiosa de la historia nacional. 
El Servicio de Parques Nacionales proporciona asistencia en el establecimiento de las áreas, pero no tiene ninguna otro cometido ni atribución. Las áreas patrimonio nacional son gestionados por una entidad local, en colaboración con las diversas partes interesadas. Estas partes interesadas pueden ser los ciudadanos a título individual, grupos del sector privado sin fines de lucro o los propios gobiernos locales, estatales o federal.

## Áreas patrimonio nacional
- Área patrimonio nacional Abraham Lincoln (Abraham Lincoln National Heritage Area );
- Área patrimonio nacional Arabia Mountain («Arabia Mountain National Heritage Area»);
- Área patrimonio nacional Atchafalaya («Atchafalaya National Heritage Area»);
- Área patrimonio nacional Augusta Canal («Augusta Canal National Heritage Area»);
- Área patrimonio nacional Automobile («MotorCities) (Automobile National Heritage Area»);
- Área patrimonio nacional Blue Ridge («Blue Ridge National Heritage Area»);
- Área patrimonio nacional Cane River («Cane River National Heritage Area»);
- Área patrimonio nacional Crossroads of the American Revolution («Crossroads of the American Revolution National Heritage Area»);
- Área patrimonio nacional Essex («Essex National Heritage Area ») (Massachusetts);
- Área patrimonio nacional Freedom's Frontier («Freedom's Frontier National Heritage Area»);
- Área patrimonio nacional Hudson River Valley («Hudson River Valley National Heritage Area»);
- Área patrimonio nacional Journey Through Hallowed Ground («Journey Through Hallowed Ground National Heritage Area»);
- Área patrimonio nacional Lackawanna Valley («Lackawanna Valley National Heritage Area»);
- Área patrimonio nacional Mississippi Gulf («Mississippi Gulf National Heritage Area»);
- Área patrimonio nacional Mormon Pioneer («Mormon Pioneer National Heritage Area»);
- Área patrimonio nacional National Aviation («National Aviation Heritage Area»);
- Área patrimonio nacional National Coal («National Coal Heritage Area»);
- Área patrimonio nacional Niagara Falls («Niagara Falls National Heritage Area»);
- Área patrimonio nacional Northern Rio Grande («Northern Rio Grande National Heritage Area»);
- Área patrimonio nacional Oil Region («Oil Region National Heritage Area»);
- Área patrimonio nacional Rivers of Steel («Rivers of Steel National Heritage Area»);
- Área patrimonio nacional Schuykill River Valley («Schuykill River Valley National Heritage Area»);
- Área patrimonio nacional Tennessee Civil War («Tennessee Civil War National Heritage Area»);
- Área patrimonio nacional Upper Housatonic Valley («Upper Housatonic Valley National Heritage Area»);
- Área patrimonio nacional Wheeling («Wheeling National Heritage Area»);
- Área patrimonio nacional Yuma Crossing («Yuma Crossing National Heritage Area»);
- Asociación patrimonio nacional Champlain Valley («Champlain Valley National Heritage Partnership»);
- Asociación patrimonio nacional America's Agricultural Heritage Partnership (Silos and Smokestacks) («America's Agricultural Heritage Partnership»);
- Distrito histórico nacional Shenandoah Valley Battlefields National Historic District («Shenandoah Valley Battlefields National Historic District»);
- Corredor patrimonio nacional Cache La Poudre River («Cache La Poudre River Corridor»);
- Corredor patrimonio nacional Carolina del Sur («South Carolina National Heritage Corridor»);
- Corredor patrimonio nacional Delaware and Lehigh («Delaware and Lehigh National Heritage Corridor»);
- Corredor patrimonio nacional Erie Canalway («Erie Canalway National Corridor»);
- Corredor patrimonio nacional Gullah/Geechee («Gullah/Geechee Heritage Corridor»);
- Corredor patrimonio nacional Illinois and Michigan Canal («Illinois and Michigan Canal National Heritage Corridor»);
- Corredor patrimonio nacional John H. Chafee Blackstone Valley («John H. Chafee Blackstone River Valley National Heritage Corridor»);
- Corredor patrimonio nacional Ohio and Erie (Ohio and Erie CanalWay) («Ohio and Erie National Heritage Corridor (Ohio and Erie CanalWay)»);
- Corredor patrimonio nacional Quinebaug and Shetucket Rivers Valley National Heritage Corridor («Quinebaug and Shetucket Rivers Valley National Heritage Corridor»);
- Ruta patrimonio nacional Great Basin (National Heritage Route) («Great Basin National Heritage Route»);
- Ruta patrimonio nacional Southwestern Pennsylvania Industrial (Path of Progress) («Southwestern Pennsylvania Industrial Heritage Route»);